# 庆山站
慶山站（：／ Gyeongsan yeok */?）是京釜線沿線的一座鐵路車站，位于韓國庆尚北道慶山市士亭洞，有KTX、ITX-新村、無窮花號及Nuriro号列車停靠。

## 車站結構
2面4線雙島式月台。

### 月台配置
| ↑ 東大邱        |
| ４３ \| ２１ \| |
| 南省峴 ↓        |

| 月台 | 路線   | 類別         | 目的地               |
| ---- | ------ | ------------ | -------------------- |
| 1    | 京釜線 | 一般列車     | 釜山、馬山、晉州方向 |
| 2    | 京釜線 | KTX/一般列車 | 釜山、馬山、晉州方向 |
| 3    | 京釜線 | KTX/一般列車 | 首爾、大田、榮州方向 |
| 4    | 京釜線 | 一般列車     | 首爾、大田、榮州方向 |

## 历史
- 1905年1月1日，落成使用。
- 2013年1月1日，KTX增停本站。

## 车站周边
- 国民健康保险公团庆山支社
- KT庆山支社
- 国立农产物品质管理院庆山清道出张所
- 庆山女子中学校
- 庆山女子高等学校
- 庆北中央酪农畜产业协同组合中央会
- 慶山山林組合
- 章山中学校
- 章山初等学校

## 图片

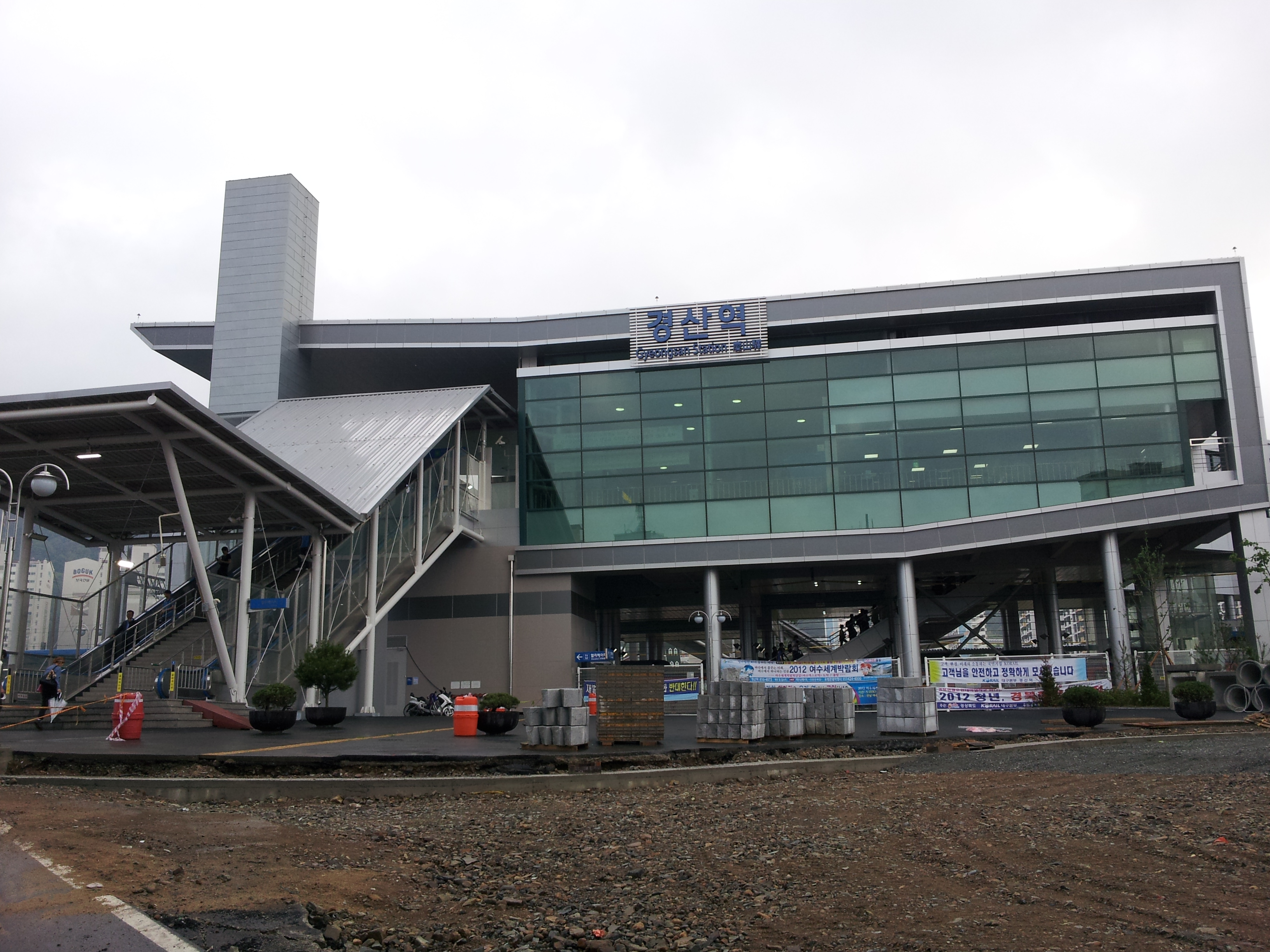
车站站舍正面
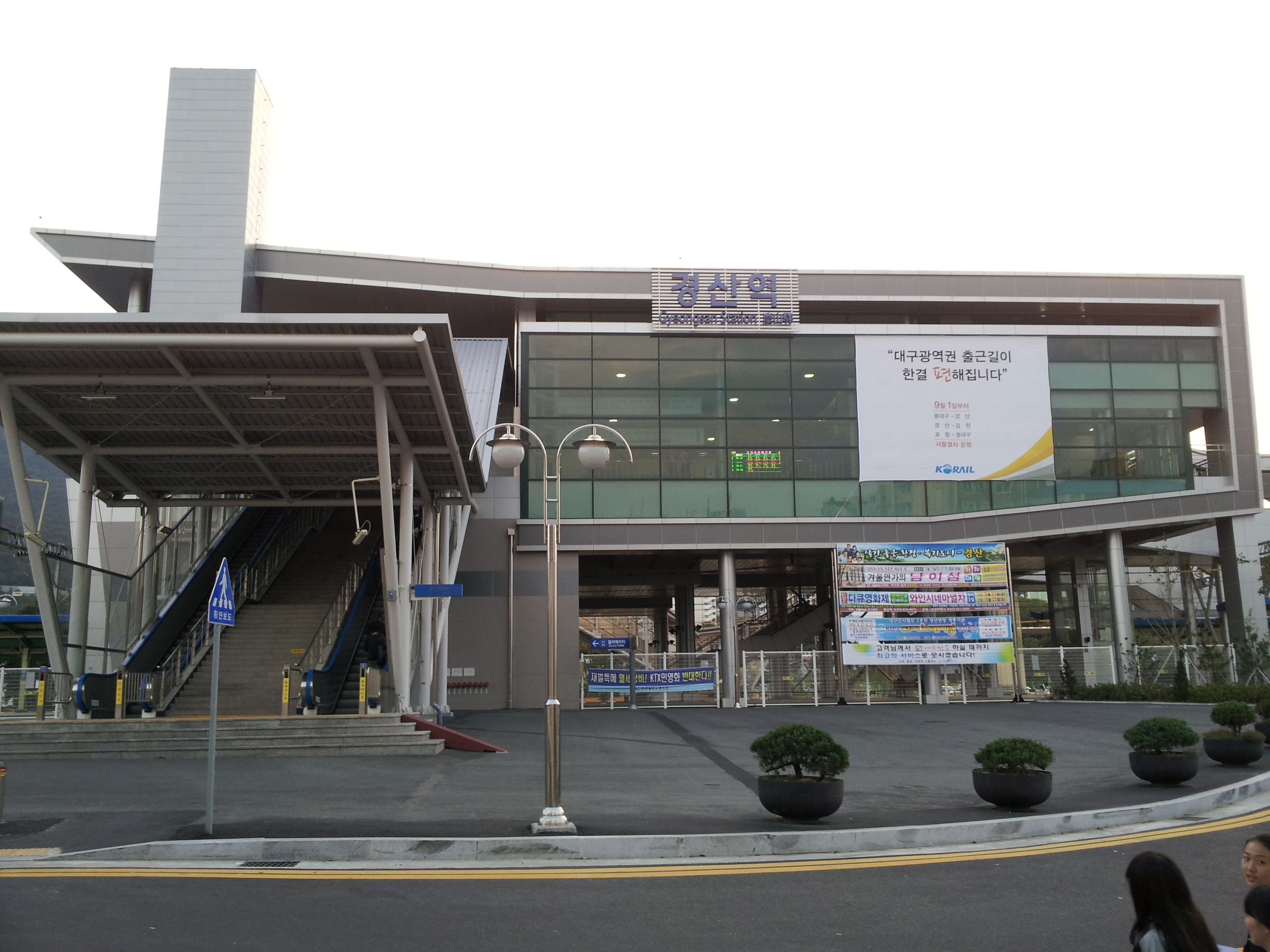
车站站舍正面
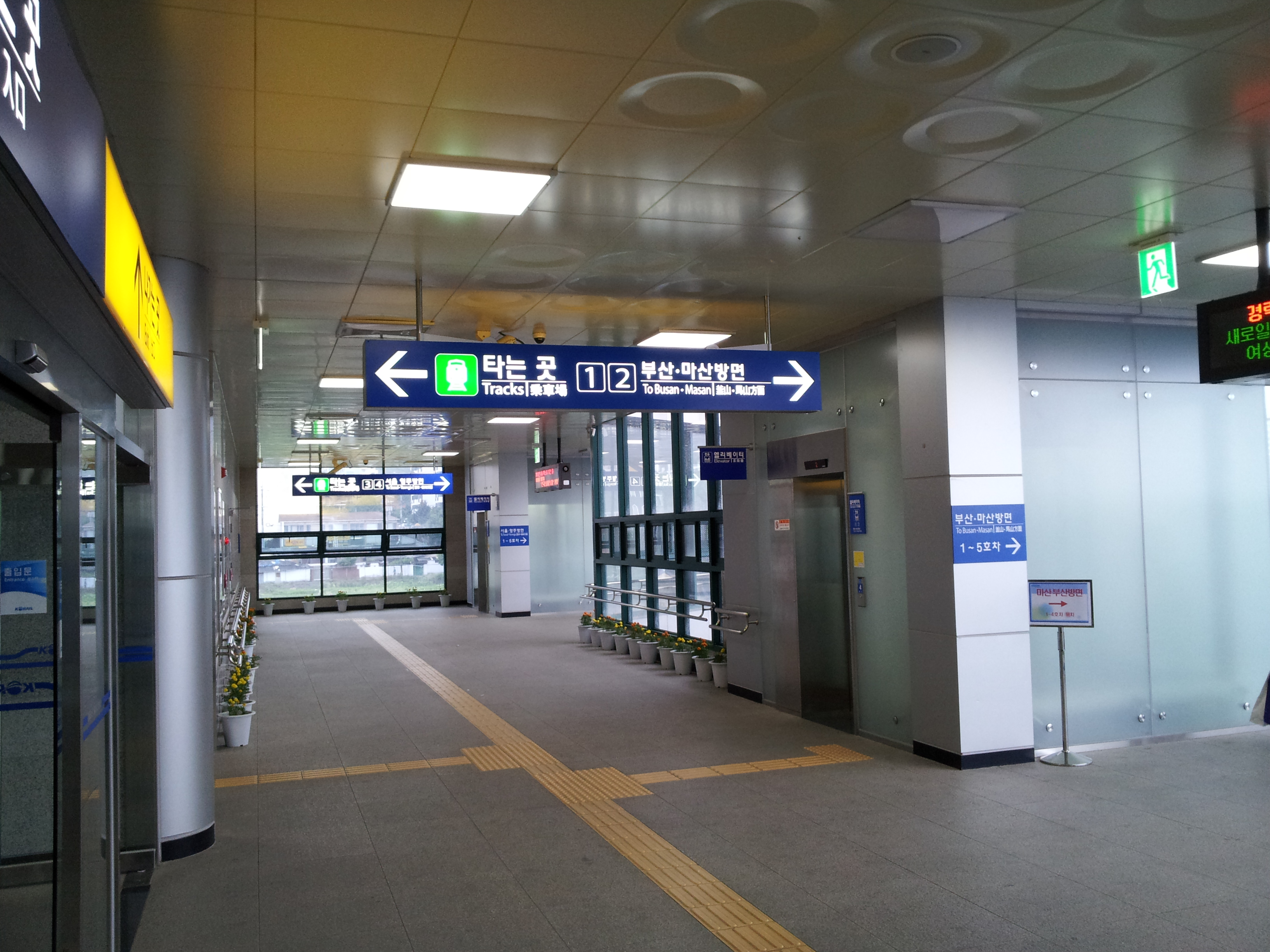
车站通道
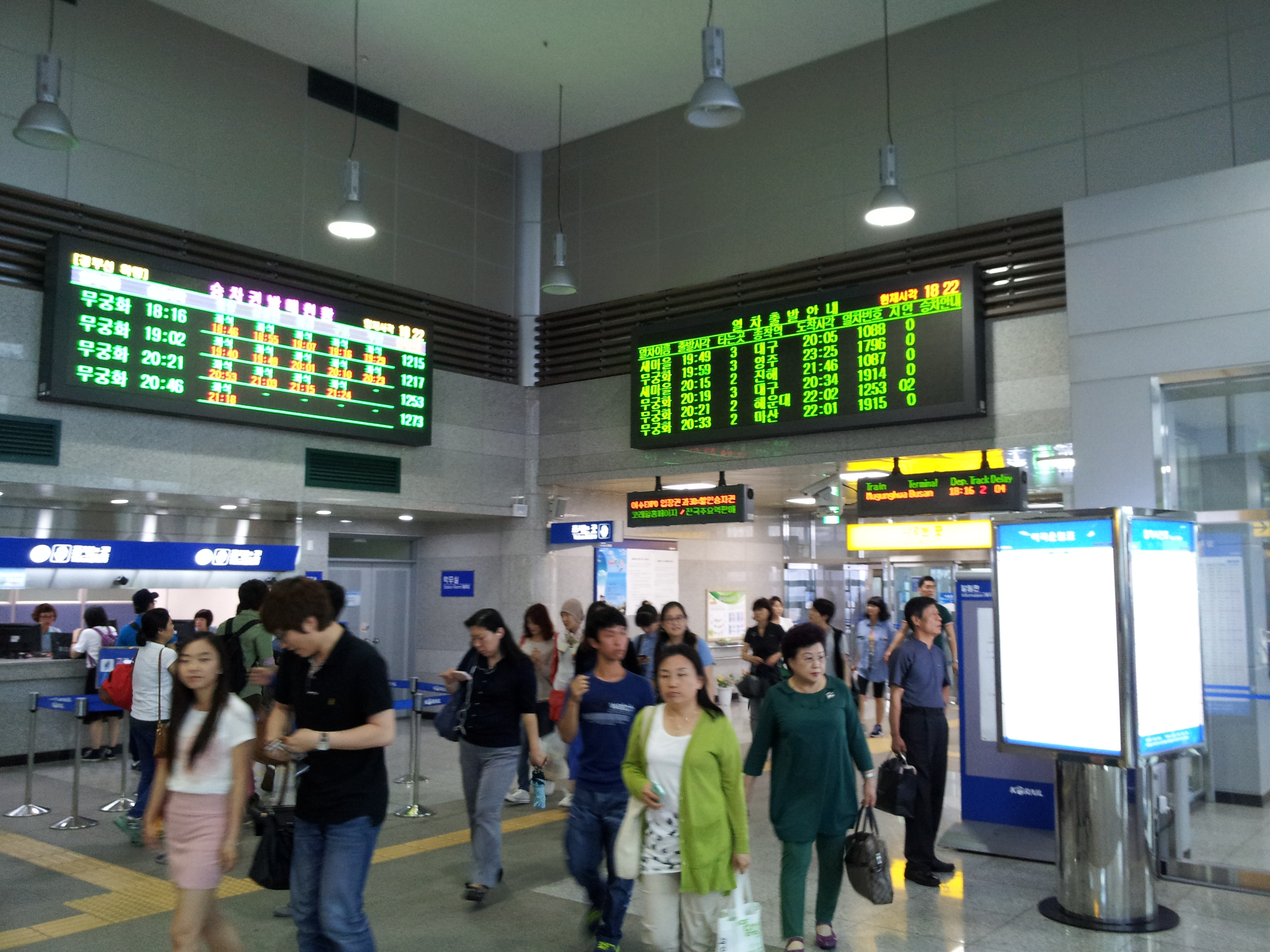
售票处
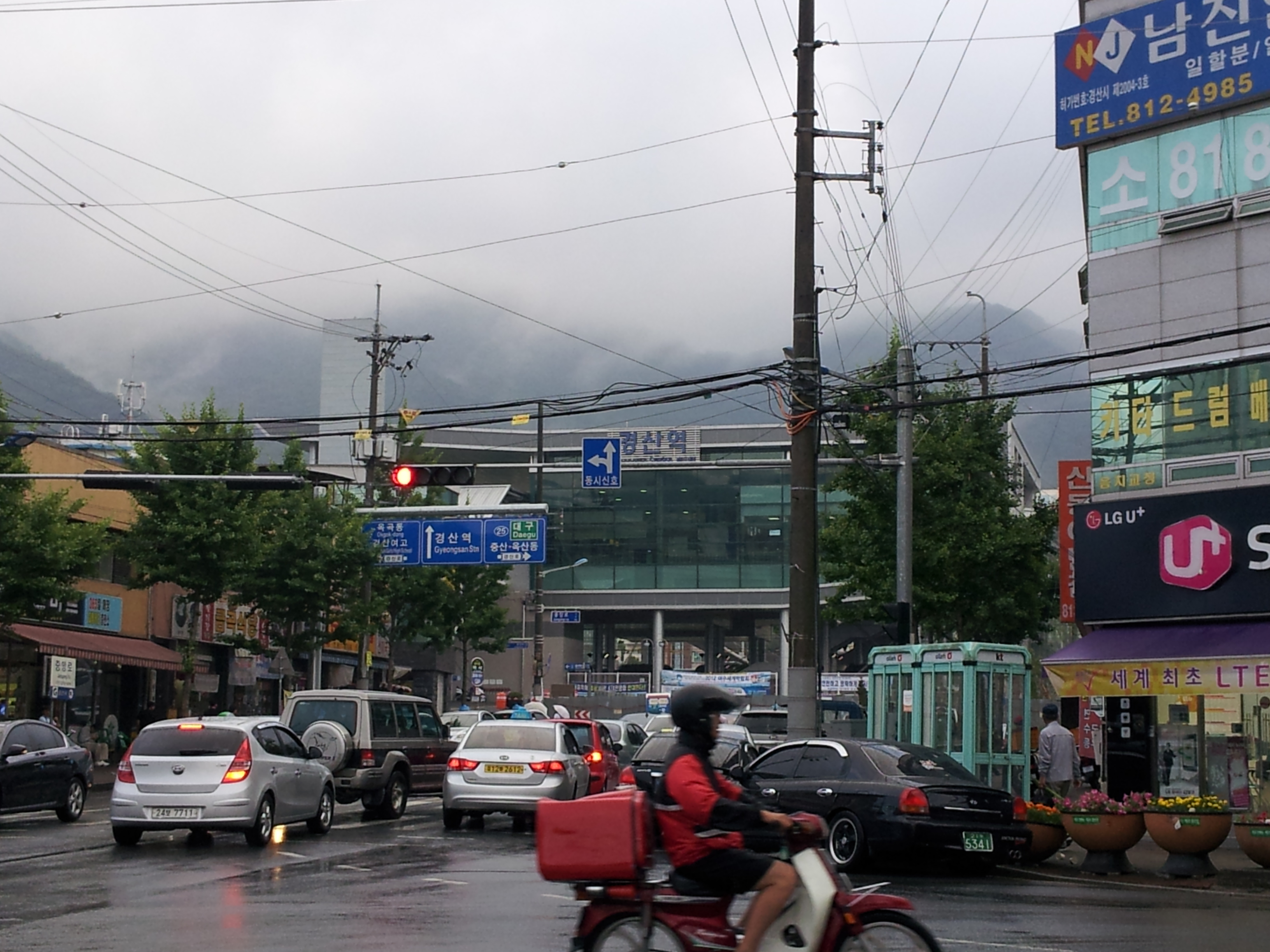
从远处看车站
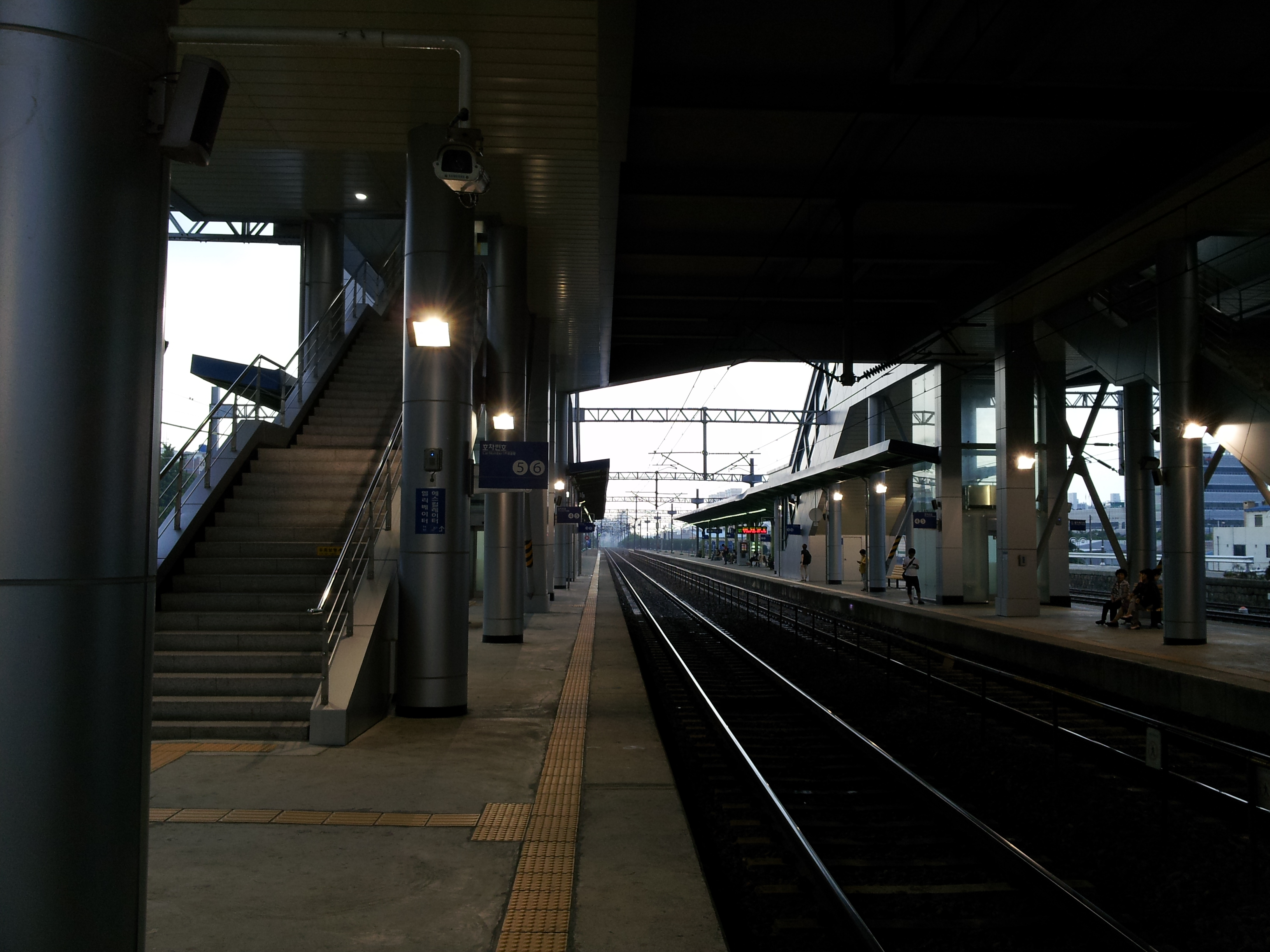
车站站台
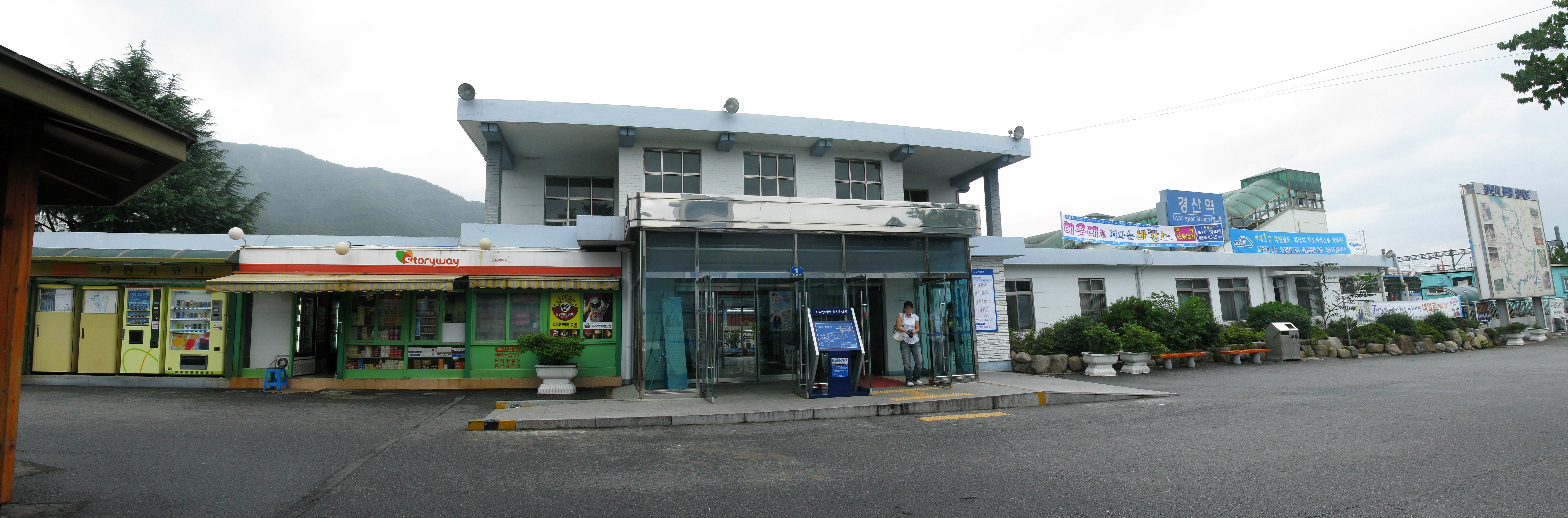
旧车站站舍
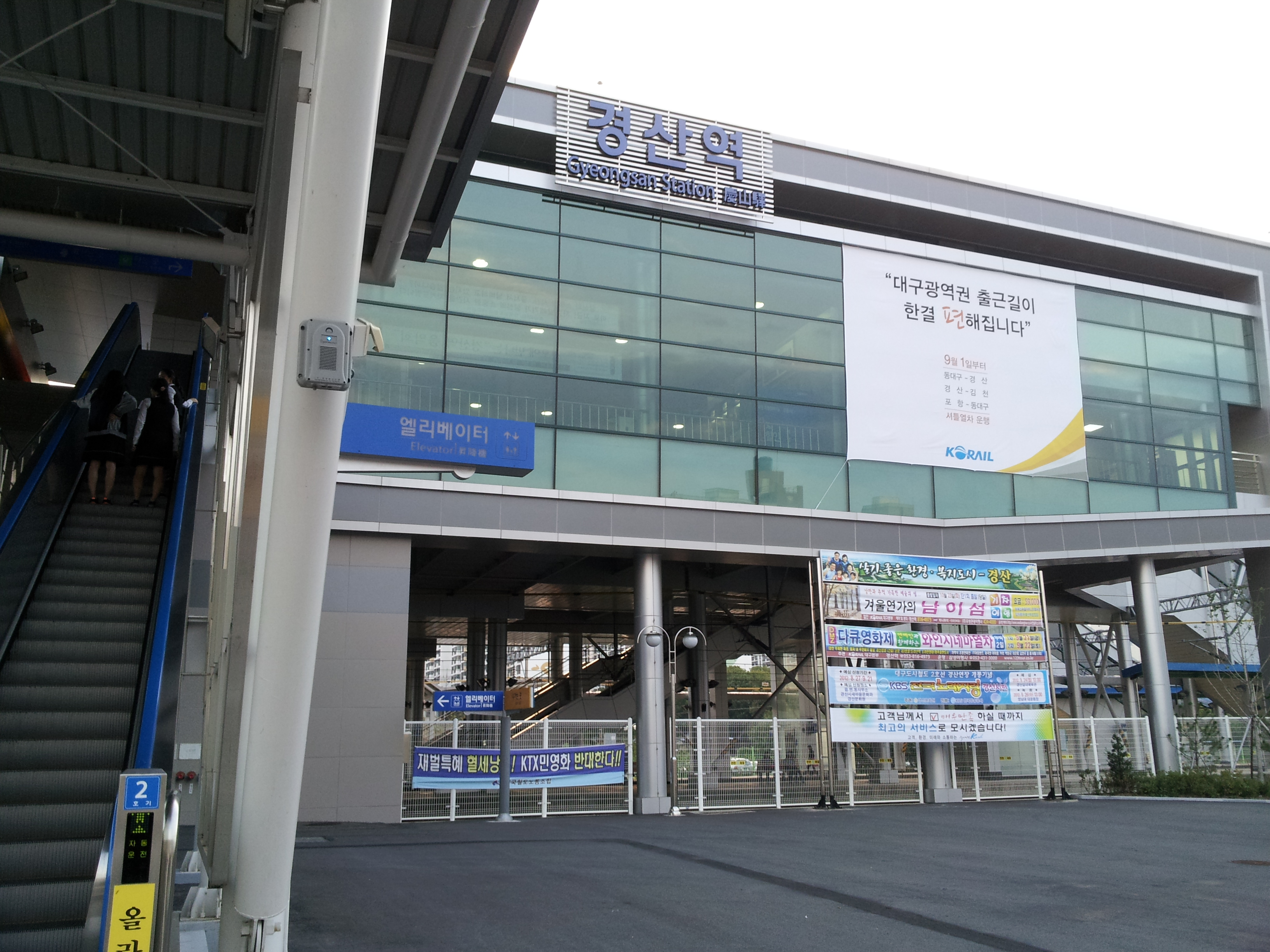
车站站舍
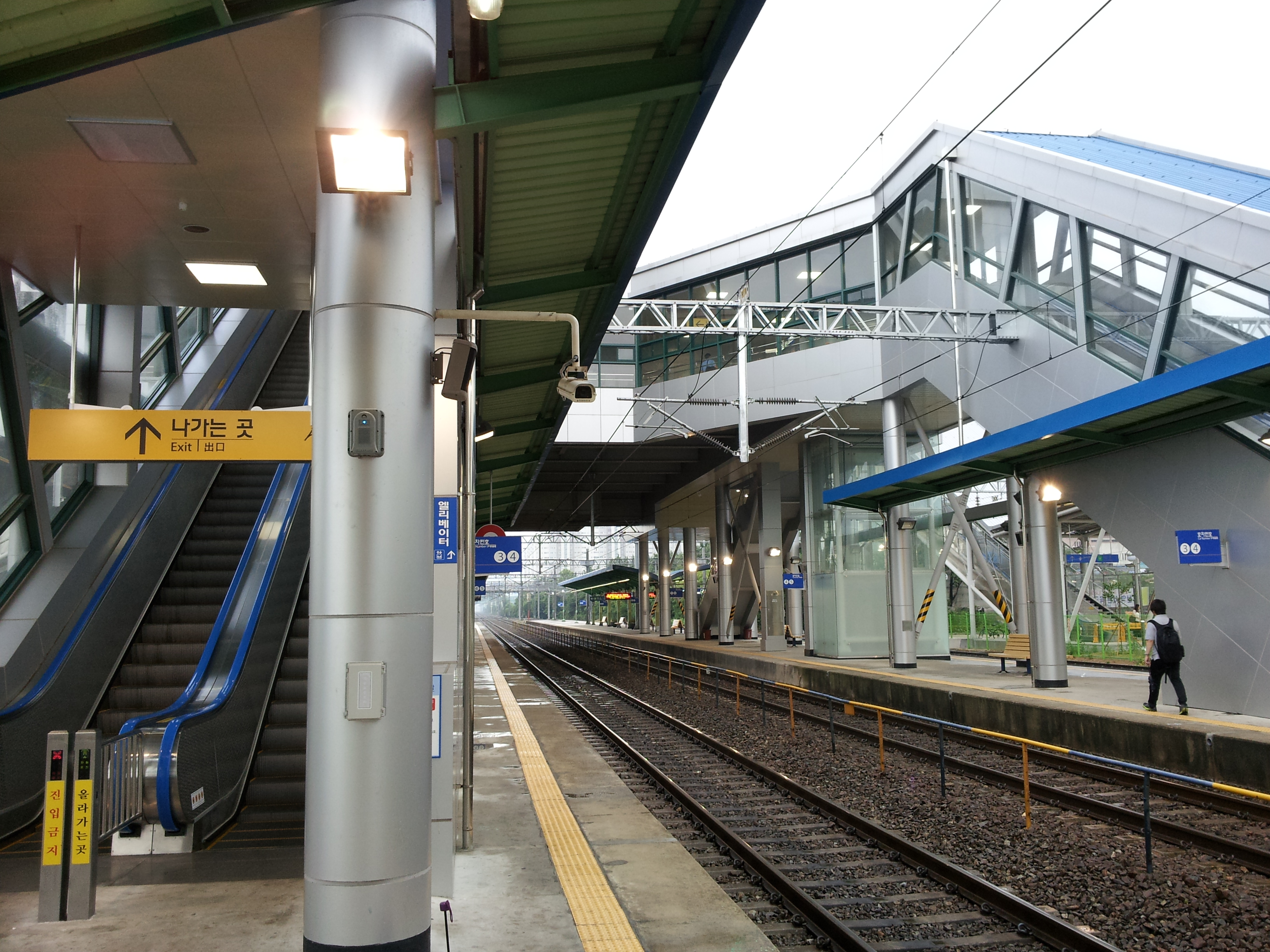
车站站台
车站内部全景图

## 相鄰車站
韓國鐵道公社
京釜線
韓國高速鐵道（經龜浦）
東大邱－慶山－密陽
無窮花號
東大邱－慶山－南省峴